# Challuy
Challuy és un municipi francès, situat al departament del Nièvre i a la regió de Borgonya - Franc Comtat. L'any 2007 tenia 1.592 habitants.

## Demografia

### Població
El 2007 la població de fet de Challuy era de 1.592 persones. Hi havia 593 famílies, de les quals 171 eren unipersonals (68 homes vivint sols i 103 dones vivint soles), 207 parelles sense fills, 191 parelles amb fills i 24 famílies monoparentals amb fills.
La població ha evolucionat segons el següent gràfic:
Habitants censats

### Habitatges
El 2007 hi havia 657 habitatges, 607 eren l'habitatge principal de la família, 17 eren segones residències i 33 estaven desocupats. 620 eren cases i 34 eren apartaments. Dels 607 habitatges principals, 492 estaven ocupats pels seus propietaris, 93 estaven llogats i ocupats pels llogaters i 22 estaven cedits a títol gratuït; 3 tenien una cambra, 34 en tenien dues, 107 en tenien tres, 181 en tenien quatre i 282 en tenien cinc o més. 480 habitatges disposaven pel capbaix d'una plaça de pàrquing. A 259 habitatges hi havia un automòbil i a 287 n'hi havia dos o més.

### Piràmide de població
La piràmide de població per edats i sexe el 2009 era:
| Homes | Edats   | Dones |
| ----- | ------- | ----- |
| 0     | 95 o +  | 0     |
| 4     | 90 a 94 | 12    |
| 8     | 85 a 89 | 16    |
| 0     | 80 a 84 | 0     |
| 16    | 75 a 79 | 20    |
| 40    | 70 a 74 | 28    |
| 32    | 65 a 69 | 68    |
| 52    | 60 a 64 | 36    |
| 36    | 55 a 59 | 60    |
| 40    | 50 a 54 | 32    |
| 60    | 45 a 49 | 80    |
| 64    | 40 a 44 | 56    |
| 68    | 35 a 39 | 40    |
| 40    | 30 a 34 | 48    |
| 24    | 25 a 29 | 16    |
| 36    | 20 a 24 | 20    |
| 60    | 15 a 19 | 40    |
| 32    | 10 a 14 | 32    |
| 52    | 5 a 9   | 24    |
| 40    | 0 a 4   | 24    |

## Economia
El 2007 la població en edat de treballar era de 1.072 persones, 720 eren actives i 352 eren inactives. De les 720 persones actives 670 estaven ocupades (373 homes i 297 dones) i 51 estaven aturades (24 homes i 27 dones). De les 352 persones inactives 99 estaven jubilades, 191 estaven estudiant i 62 estaven classificades com a «altres inactius».

### Ingressos
El 2009 a Challuy hi havia 596 unitats fiscals que integraven 1.400 persones, la mediana anual d'ingressos fiscals per persona era de 18.665 €.

### Activitats econòmiques
Dels 68 establiments que hi havia el 2007, 2 eren d'empreses alimentàries, 3 d'empreses de fabricació d'altres productes industrials, 16 d'empreses de construcció, 21 d'empreses de comerç i reparació d'automòbils, 3 d'empreses de transport, 5 d'empreses d'hostatgeria i restauració, 4 d'empreses financeres, 3 d'empreses immobiliàries, 8 d'empreses de serveis i 3 d'entitats de l'administració pública.
Dels 24 establiments de servei als particulars que hi havia el 2009, 1 era una oficina de correu, 1 una oficina bancària, 6 tallers de reparació d'automòbils i de material agrícola, 1 taller d'inspecció tècnica de vehicles, 1 paleta, 5 guixaires pintors, 2 fusteries, 1 lampisteria, 2 veterinaris, 3 restaurants i 1 saló de bellesa.
Dels 7 establiments comercials que hi havia el 2009, 1 era un hipermercat, 2 fleques, 3 drogueries i 1 una joieria.
L'any 2000 a Challuy hi havia 10 explotacions agrícoles que ocupaven un total de 882 hectàrees.

## Equipaments sanitaris i escolars
L'únic equipament sanitari que hi havia el 2009 era una farmàcia.
El 2009 hi havia una escola elemental integrada dins d'un grup escolar amb les comunes properes formant una escola dispersa.

## Poblacions més properes
El següent diagrama mostra les poblacions més properes.